# Johanna Konta
Johanna Konta (født 17. maj 1991) er en britisk tennisspiller.
Konta repræsenterede Storbritannien under Sommer-OL 2016 i Rio de Janeiro, hvor hun blev slået ud i kvartfinalen i single. I 2017 nåede hun semifinalen i Wimbledon.

## Eksterne Henvisninger
- Johanna Kontas opslag i Munzinger Sportsarchiv (tysk)
- Johanna Kontas profil på Olympics.com (engelsk)
- Johanna Kontas profil på Olympic.org (arkiveret) (engelsk)
- Johanna Kontas profil på Sports-Reference OL-resultater (arkiveret) (engelsk)
- Johanna Kontas profil på Olympedia (engelsk)
- Johanna Kontas profil hos Storbritanniens Olympiske Komité (engelsk)
- Johanna Kontas profil hos WTA Tennis (engelsk)
- Johanna Kontas profil hos ITF Tennis (engelsk)
- Johanna Kontas profil hos Fed Cup (engelsk)
- Johanna Kontas profil hos ITF Tennis (engelsk)